# Kationentrennungsgang
Der klassische Kationentrennungsgang (kurz auch „Kationentrenngang“ genannt) ist in der anorganischen analytischen Chemie neben anderen Trennungsgängen ein qualitatives Verfahren zur nasschemischen Auftrennung von Kationen, die sich in einer Analysensubstanz („Probe“, „Ursubstanz“) befinden. Ziel dieses Analyseverfahrens ist es zu ermitteln, welche Kationen in einer unbekannten Probe (Salzlösung) enthalten sind (Qualitative Analyse). Das Analyseergebnis erhält man am Ende des Kationentrennungsganges bei der Durchführung von Nachweisreaktionen für einzelne Kationen, ohne dass ähnlich mit den Nachweisreagenzien reagierende Stoffe stören.
Die Chemiker Carl Remigius Fresenius (1818–1897) und Frederick P. Treadwell (1857–1918) entwickelten dieses Verfahren zur qualitativen Analyse. Der Schwede Bergmann untersuchte in diesem Zusammenhang das Verhalten der Kationen gegenüber Schwefelwasserstoff (H2S). Die Weiterentwicklung führte schließlich zum klassischen Trennungsgang, der eine zuverlässige Methode zur Auftrennung der Kationen in einzelne Trennungsgang-Gruppen und Elemente darstellt.

## Anfänge und Entwicklung des Kationentrennungsganges und seiner Nachweisreaktionen
Ziel vieler Experimente war es schon immer, Hinweise für das Vorhandensein bestimmter Stoffe (z. B. Gifte) in einer Stoffprobe zu bekommen. Chemische Analysenmethoden gab es auch im Hinblick auf Kationen und Metallsalze schon, noch bevor sich die Chemie als Naturwissenschaft etablierte (und von der Alchimie trennte) – schon Plinius wusste Eisensulfat in Grünspan nachzuweisen, indem  er Galläpfelsaft einsetzte (dieser bildet mit Eisen-II-ionen eine schwarze Eisenverbindung). Und im Hinblick auf
Kupfersalzlösungen – hergestellt z. B. aus Scheidewasser (Salpetersäure) und Bronze – lehrte Andreas Libavius (ca. 1550–1616), wie man diese mit Hilfe von Ammoniak („Salmiakgeist“) im Wasser nachweist: Kupfersalzlösungen färben sich „durch den Salmiakgeist“ tiefblau (Komplexbildungsreaktion).
Robert Boyle entwickelte 1685 den folgenden, ersten „Analysengang“ zur Untersuchung der Qualität eines Gewässers ohne gesundheitsschädliche Geschmacksproben:
1. Messung der Temperatur und Bestimmung der Dichte (Volumen abmessen und Wiegen)
2. Vorsichtige Bestimmung von Farbe, Geruch und Wirkung auf die Haut
3. Ermittlung beweglicher Teilchen im Wasser mit Hilfe von Vergrößungsgläsern („Mikroskop“) und der Auswirkung von Einwirkung der Luft auf die Wasserprobe,
4. Test mit Galläpfelsaft (sind im Wasser Eisensalze enthalten, so färbt es sich schwarz, mit Kupfersalzen auch rot und/oder trübe),
5. Test mit Veilchen- oder Rotkohlsaft (basische Lösungen färben den Saft grün)

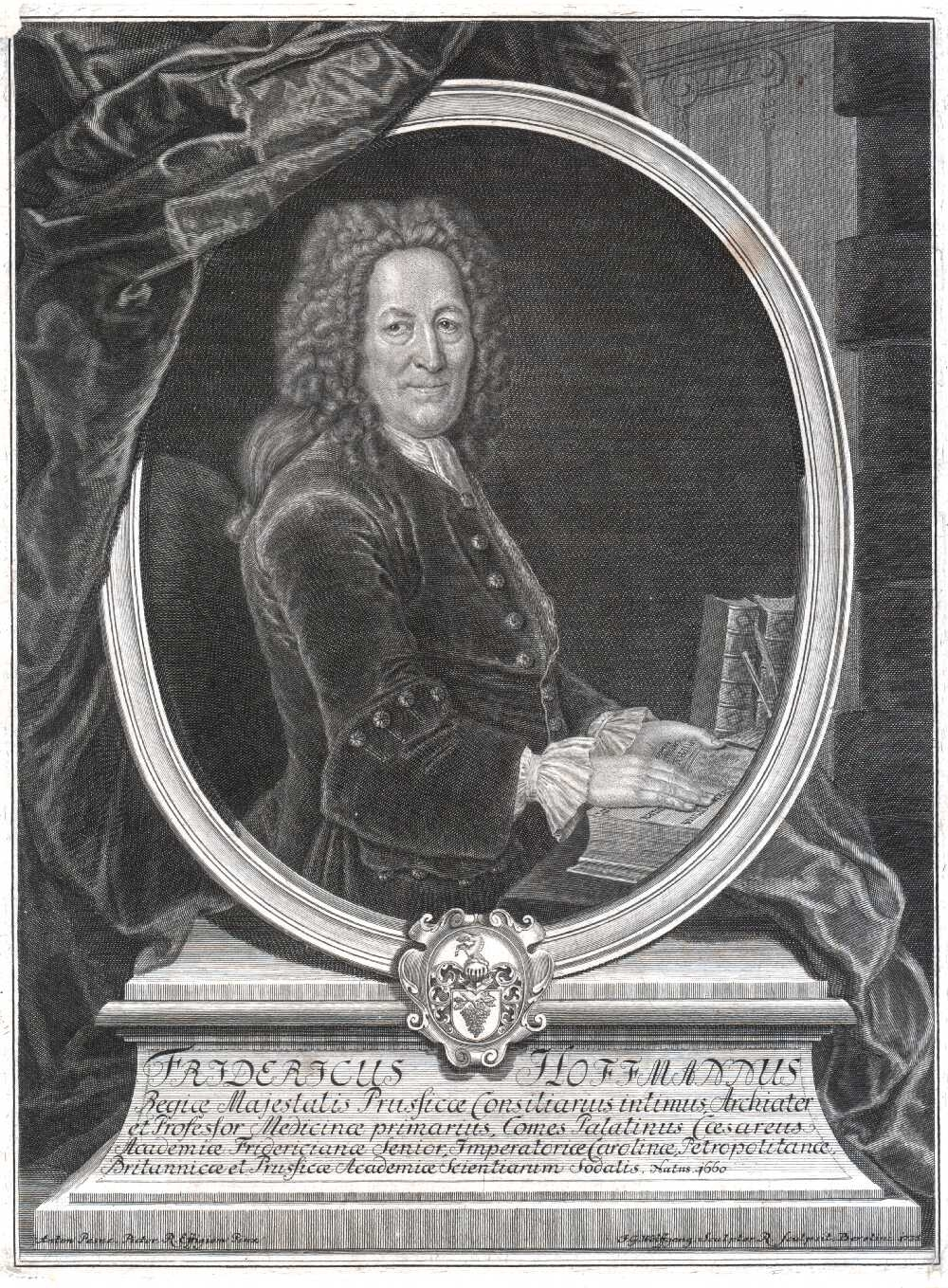
Friedrich Hoffmann

Friedrich Hoffmann erweiterte den „Analysengang“ 1703 um den Nachweis von Kochsalz (Nachweismittel: „Höllenstein“ (Silbernitrat, AgNO3), ein Salz, das er beim Auflösen von Silber in Scheidewasser gewann) und Schwefelverbindungen (mit Hilfe von Quecksilber und/oder Quecksilbersalzen), und zur Zeit Bergmans (um 1780) umfasste der „Reagentiensatz“ des „Analytikers“ schon Lackmus, Veilchen- und Galläpfelsaft, Schwefelsäure, Oxalsäure, Pottasche, Kalkwasser, Höllenstein, „Bleizucker“ (= Bleiacetat) und „Spiritus“ (Ethanol).
Im 19. Jahrhundert entwickelte sich schließlich nach Entdeckung immer weiterer Elemente ein für Laien bald kaum noch überschaubares Repertoire an Nachweismethoden und Nachweisreaktionen. Und um zu verhindern, dass bestimmte Stoffe gezielte Nachweisreaktionen (durch Färbungen, Trübungen usw.) störten, entwickelten Chemiker schließlich ein Trennsystem: Sie trennten mit Hilfe bestimmter Fällungsmittel (Gruppenreagentien) die nachzuweisenden Metallsalze (Kationen) in Gruppen von Niederschlägen und Lösungen auf  – der klassisch-nass-chemische Kationentrennungsgang entstand. Dieser basierte auf der Basis von Ausfällungen und Säure-Base-Reaktionen und dem methodisch immer gezielteren Einsatz immer gleicher, effizienter Fällungs- und Nachweismittel in Laboratorien.

## Qualitative anorganische Analyse: Trennungsgänge und Nachweise

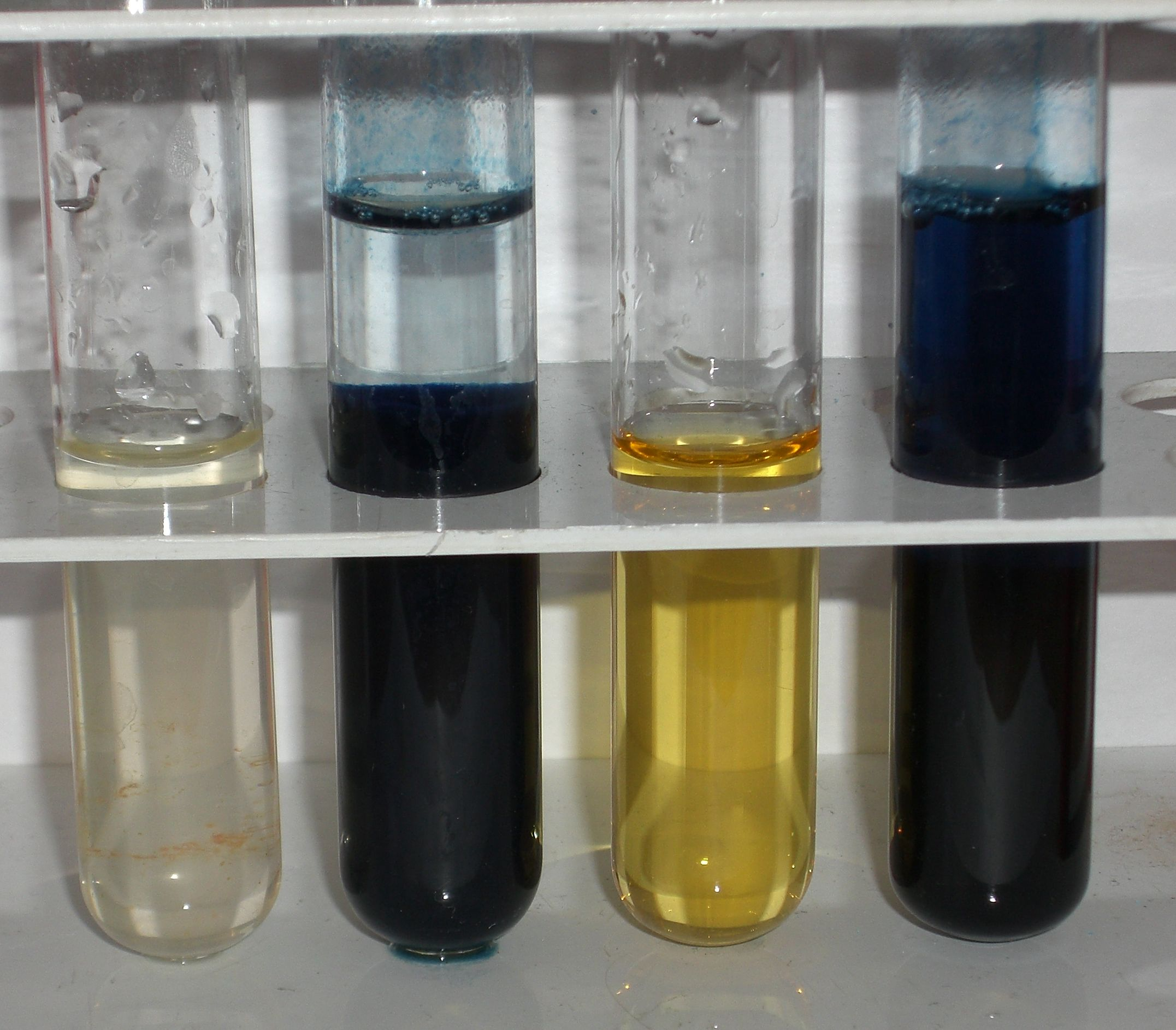
Eisen(II)-sulfat (schwach gelb-grünlich) sowie Eisen(III)-chlorid (gelb-bräunlich) und deren Nachweise mit Blutlaugensalzen

Die Arbeitstechnik Qualitative Analyse umfasst folgende Schritte:
1. Vorproben und äußere Beschreibung der Probe,
2. Löseversuche,
3. Nachweisreaktionen für Anionen (aus Ursubstanz und Sodaauszug),
4. Auftrennung (Kationentrennungsgang) und Nachweisreaktionen für Kationen,
5. Ggf. Aufschluss unlöslicher Bestandteile.

Die Durchführung der Nachweisreaktionen für Kationen erfordert den vorausgehenden Kationentrennungsgang, da sonst Störungen durch ähnlich reagierende Kationen auftreten können. Dieser systematische Analysengang beruht auf der Möglichkeit, verwandte Gruppen von Kationen gemeinsam als Niederschläge auszufällen und abzufiltrieren (Beispiel: Als Sulfide, vgl. Abbildung). Die einzelnen Trennungsgangsgruppen (Stoffgruppen) werden dann solange weiter aufgetrennt und analysiert, bis  Nachweisreaktionen für einzelne Kationen ungestört möglich sind.

## Die fünf großen Trennungsgangsgruppen
In der Regel werden im vereinfachten Kationentrennungsgang zunächst folgende Trennungsgangsgruppen ausgefällt und zur Einzelanalyse abgetrennt:
- Die Salzsäuregruppe (HCl-Gruppe, Schwermetallchloride, im stark sauren Milieu gefällt: Blei-, Silber-, Quecksilberkationen; siehe unter Salzsäuregruppe),
- Die Schwefelwasserstoffgruppe (H2S-Gruppe, bereits im schwach sauren Milieu ausfallende Schwermetallsulfide: Die Kationen von Elementen wie Bismut, Kupfer, Cadmium, Reste von Blei und Quecksilber sowie Arsen, Zinn und Antimon – ggf. unterteilt in Kupfer- und Arsen-Zinn-Gruppe; siehe unter Schwefelwasserstoffgruppe),
- Die Ammoniumsulfidgruppe ( (NH4)2Sx-Gruppe, erst im alkalischen Milieu ausfallende Verbindungen wie Schwermetallsulfide der Kationen von Elementen wie Cobalt, Nickel, Mangan und Zink, sowie Eisen-III- und Chrom-III-Hydroxid – ggf. auch zusätzlich mit Kationen der Urotropingruppe; vgl. unter Ammoniumsulfidgruppe),
- Die Ammoniumcarbonatgruppe ( (NH4)2CO3-Gruppe, im alkalischen Milieu mit Carbonat-Anionen ausfallende Erdalkalicarbonate der Kationen Barium, Strontium und Calcium; siehe unter Ammoniumcarbonatgruppe) und
- Die Lösliche Gruppe (Magnesium- und Alkalimetall-Kationen).

Nach der weiteren experimentellen Auftrennung der Trennungsgangsgruppen bis zum qualitativen Einzelnachweis der Kationen lässt sich dann ein Analysenergebnis ermitteln. Die Summe der Versuchsergebnisse der Nachweisreaktionen gibt dann Auskunft darüber, welche Ionen in der Analysensubstanz enthalten sind.
Ein um weitere, für das Chemiestudium wichtige Kationen ausgebauter Trennungsgang enthält z. B. folgende Trenngruppen:
| Säureschwerlösliche Gruppe               | Salzsäure-Gruppe, Al2O3, hochgeglühte Oxide, Erdalkalisulfate, Silikate, Fe2O3, TiO2, WO3, Cr2O3, FeCr2O4 |
| Reduktions-Gruppe (Hydrazin)             | Platin, Palladium, und weitere Edelmetall-Ionen sowie Se und Te werden zum Metall reduziert               |
| Salzsäure-Gruppe (HCl)                   | Ag+, Hg22+, Pb2+, Tl+/3+                                                                                  |
| Schwefelwasserstoff-Gruppe (H2S)         | Kupfer-Gruppe: Pb2+, Bi3+, Cu2+, Cd2+, Hg2+                                                               |
|                                          | Arsen-Gruppe: As3+/5+, Sb3+/5+, Sn2+/4+, Mo2+, Ge4+                                                       |
| Urotropin-Gruppe (=Hexamethylentetramin) | Fe2+/3+, Ti2+/4+, La3+, Al3+, Cr3+/6+, Zr4+, Ce4+                                                         |
| Ammoniumsulfid-Gruppe ((NH4)2S)          | Ni2+, Co2+, Fe2+/3+, Mn2+, Cr3+, Al3+, Zn2+, Ti2+/4+, V2+, W3+                                            |
| Ammoniumcarbonat-Gruppe ((NH4)2CO3)      | Ca2+, Ba2+, Sr2+                                                                                          |
| lösliche Gruppe                          | NH4+, Mg2+, K+, Na+, Li+, Cs+                                                                             |

Der Kationentrennungsgang ist im Aus- und Weiterbildungsbereich somit nicht nur von historischer, sondern auch von propädeutisch-didaktischer Bedeutung, da hier praktisch-methodisches Wissen (experimentelle Labormethoden) sowie inhaltliches Basis- und Stoffwissen der Anorganischen Chemie anschaulich vermittelt und eingeübt werden können.